# Neues aus La-La-Land
Neues aus La-La-Land ist das zehnte Studioalbum des deutschen Sängers Stefan Stoppok und erschien 1998 (Copyright auf der CD 1999) bei Sony Music.

## Titelliste
1. Schöne Grüsse – 4:19
2. Mülldeponie – 4:11
3. Goldgräber – 5:10
4. Na Schön – 3:57
5. Geradeaus – 2:57
6. Hampelmann – 3:37
7. Nach New York geflogen – 3:30
8. Jede Stunde – 4:09
9. Was Du willst – 2:55
10. Wenn ich so ausseh – 2:58
11. Fan von – 3:32
12. Jammern – 3:07
13. Ich bin weg – 3:47
14. Tanja – 3:26
15. Resi – 4:30

## Charts und Chartplatzierungen
| ChartsChartplatzierungen | Höchstplatzierung | Wochen |
| ------------------------ | ----------------- | ------ |
| Deutschland (GfK)        | 45 (3 Wo.)        | 3      |